# روبنز (كارولاينا الشمالية)
روبنز (بالإنجليزية: Robbins, North Carolina)‏ هي مدينة تقع في الولايات المتحدة في مقاطعة مور، كارولاينا الشمالية.  يقدر عدد سكانها بـ 1,097 نسمة ومساحتها 3.3 كم2  وترتفع عن سطح البحر 134 متر.

## التركيبة السكانية
حدّد مكتب تعداد الولايات المتحدة بيانات التركيبة السكانية لروبنز في تعداد الولايات المتحدة. في ما يلي، التركيبة السكانية حسب تعدادي 2000 و2010.

### تعداد عام 2000
بلغ عدد سكان روبنز 1,195 نسمة بحسب تعداد عام 2000، وبلغ عدد الأسر 423 أسرة وعدد العائلات 287 عائلة مقيمة في البلدة. في حين سجلت الكثافة السكانية 290 نسمة لكل كيلومتر مربع (751.1/ميل2). وبلغ عدد الوحدات السكنية 471 وحدة بمتوسط كثافة قدره 114.3 لكل كيلومتر مربع (296.0/ميل2).
وتوزع التركيب العرقي للبلدة بنسبة 63.60% من البيض و2.34% من الأمريكيين الأفارقة و0.33% من الأمريكيين الأصليين و0.17% من الأمريكيين ذوي الأصول الآسيوية و0.42% من سكان جزر المحيط الهادئ و32.30% من الأعراق الأخرى و0.84% من عرقين مختلطين أو أكثر و48.37% من الهسبانيون أو اللاتينيون من أي عرق.
بلغ عدد الأسر 423 أسرة كانت نسبة 38.1% منها لديها أطفال تحت سن الثامنة عشر تعيش معهم، وبلغت نسبة الأزواج القاطنين مع بعضهم البعض 50.1% من أصل المجموع الكلي للأسر، ونسبة 12.1% من الأسر كان لديها معيلات من الإناث دون وجود شريك،  بينما كانت نسبة 5.7% من الأسر لديها معيلون من الذكور دون وجود شريكة وكانت نسبة 32.2% من غير العائلات. تألفت نسبة 29.1% من أصل جميع الأسر من عدة أفراد يعيشون في نفس المنزل ونسبة 16.3% كانت تتألف من شخص يعيش بمفرده يبلغ من العمر 65 عاماً أو أكثر. وبلغ متوسط حجم الأسرة المعيشية 2.81، أما متوسط حجم العائلات فبلغ 3.45.
بلغ العمر الوسطي للسكان 30.9 عاماً. وكانت نسبة 28.5% من القاطنين تحت سن الثامنة عشر، وكانت نسبة 12.1% بين الثامنة عشر والرابعة والعشرين عاماً، ونسبة 28.4% كانت واقعةً في الفئة العمرية ما بين الخامسة والعشرين والرابعة والأربعين عاماً، ونسبة 16.1% كانت ما بين الخامسة والأربعين والرابعة والستين، ونسبة 14.5% كانت ضمن فئة الخامسة والستين عاماً فما فوق. يوجد لكل 100 أنثى 102.2 ذكر، ويوجد لكل 100 أنثى في الثامنة عشر من عمرها فما فوق 95.6 ذكر.
بلغ متوسط دخل الأسرة في البلدة 28,828 دولارًا، أما متوسط دخل العائلة فبلغ 33,523 دولارًا. وكان متوسط دخل الذكور 21,346 دولارًا مقابل 17,391 دولارًا للإناث. وسجل دخل الفرد الخاص بالبلدة 14,468 دولارًا. وكانت نسبة 18.4% من العائلات ونسبة 22% من السكان تحت خط الفقر، وكان من هؤلاء نسبة 30.8% تحت سن الثامنة عشر ونسبة 10.7% في الخامسة والستين من العمر وما فوق.

### تعداد عام 2010
بلغ عدد سكان روبنز 1,097 نسمة بحسب تعداد عام 2010، وبلغ عدد الأسر 378 أسرة وعدد العائلات 260 عائلة مقيمة في البلدة. في حين سجلت الكثافة السكانية 266.3 نسمة لكل كيلومتر مربع (689.7/ميل2). وبلغ عدد الوحدات السكنية 457 وحدة بمتوسط كثافة قدره 110.9 لكل كيلومتر مربع (287.2/ميل2).
وتوزع التركيب العرقي للبلدة بنسبة 72.11% من البيض و2.55% من الأمريكيين الأفارقة و0.64% من الأمريكيين الأصليين و1.55% من سكان جزر المحيط الهادئ و21.42% من الأعراق الأخرى و1.73% من عرقين مختلطين أو أكثر و50.32% من الهسبانيون أو اللاتينيون من أي عرق.
بلغ عدد الأسر 378 أسرة كانت نسبة 40.7% منها لديها أطفال تحت سن الثامنة عشر تعيش معهم، وبلغت نسبة الأزواج القاطنين مع بعضهم البعض 50.8% من أصل المجموع الكلي للأسر، ونسبة 13.8% من الأسر كان لديها معيلات من الإناث دون وجود شريك،  بينما كانت نسبة 4.2% من الأسر لديها معيلون من الذكور دون وجود شريكة وكانت نسبة 31.2% من غير العائلات. تألفت نسبة 27% من أصل جميع الأسر من عدة أفراد يعيشون في نفس المنزل ونسبة 15.9% كانت تتألف من شخص يعيش بمفرده يبلغ من العمر 65 عاماً أو أكثر. وبلغ متوسط حجم الأسرة المعيشية 2.87، أما متوسط حجم العائلات فبلغ 3.53.
بلغ العمر الوسطي للسكان 31.4 عاماً. وكانت نسبة 31.4% من القاطنين تحت سن الثامنة عشر، وكانت نسبة 8.2% بين الثامنة عشر والرابعة والعشرين عاماً، ونسبة 27% كانت واقعةً في الفئة العمرية ما بين الخامسة والعشرين والرابعة والأربعين عاماً، ونسبة 20.3% كانت ما بين الخامسة والأربعين والرابعة والستين، ونسبة 13.1% كانت ضمن فئة الخامسة والستين عاماً فما فوق. وتوزع التركيب الجنسي للسكان بنسبة 47.7% ذكور و52.3% إناث.